# Оленьок
Оленьок (на руски: Оленëк; на якутски: Өлөөн) е голяма река в Азиатската част на Русия, Източен Сибир, Красноярски край и Република Якутия (Саха), вливаща се в Оленьокския залив на море Лаптеви. Дължината ѝ е 2270 km, която ѝ отрежда 9-о място по дължина сред реките на Русия.

## Географска характеристика

### Извор, течение, устие
Река Оленьок води началото си от северната част на Вилюйското плато (източната част на Средносибирското плато), на 460 m н.в., в североизточната част на Евенкския автономен окръг на Красноярски край.
Първите 742 km (до устието на най-големия ѝ приток река Арга Сала) горното течение Оленьок тече на изток, а след това на североизток между Вилюйското плато на юг и възвишението Букочан на север. В този участък долината ѝ е тясна, на места каньоновидна, със стръмни склонове, руслото е дълбоко врязано, с меандри с големи радиуси. Средното течение с дължина от 629 km се простира между устията на реките Арга Сала и Сухана и изцяло е разположено в североизточната част на Средносибирското плато. В този участък Оленьок е вече мощна река с ширина от 300 до 400 m, коритото ѝ е с по-малко завои и меандри. Долното течение (899 km) преминава по-най-източната част на Северосибирската низина. Тук долината на реката става много широка, с полегати, почти незабележими склонове. Руслото ѝ е предимно праволинейно с малко завои и ширина от 500 до 700 m. След устието на река Келимяр (при 186 km) Оленьок завива на северозапад и долината ѝ отново се стеснява, като тук реката протича между две възвишения – Чекановски на североизток и Прончищев на югозапад, а ширината на руслото достига 1 km. При село Уст Оленьок започва делтата на реката с дължина около 20 km и площ от 470 km2. Основните ръкави на делтата са два, които са еднакви по големина, чрез които се влива в южната част на Оленьокския залив на море Лаптеви.

### Водосборен басейн
Водосборният басейн на Оленьок има площ от 219 хил. km2 и се простира на части от Република Якутия (Саха) и Евенкския автономен окръг на Красноярски край. Южната (горна) част на водосборния басейн попада в субарктичния климатичен пояс, а северната (долна) част – в арктичния климатичен пояс. За този климат са характерни големия диапазон на годишната температура, достигащи рекордни за планетата величини и малко количество атмосферни валежи. Годишното им количество е около 350 mm, а в долното течение – още по-малко 220 – 250 mm. Поцялото си протежение реката протича през зоната на вечната замръзналост на почвата. За разлика от повечето сибирски реки езерността във водосборния басейн на Оленьок е малка 0,67% и заблатеност 6,3%. Общ наклон на реката от извора до устието е 0,2‰.
Границите на водосборния басейн на реката са следните:
- на изток и юг – водосборния басейн на река Лена, вливаща се в море Лаптеви;
- на запад – водосборните басейни на реките Хатанга, Анабар и Юйоля, вливащи се в море Лаптеви.

### Притоци
Общото количество на водните течения във водосборния басейн на Оленьок е 24 717, със сумарна дължина от 104 847 km, Гъстота на речната мрежа е 0,49 km/km2. Река Оленьок получава над 200 притока с дължина над 15 km, като 18 от тях са с дължина над 100 km:
- 2060 ← Горна Томба 115 / 3810
- 2022 ← Долна Томба 153 / 3580
- 1868 ← Алакит 232 / 11 800
- 1528 → Арга Сала 503 / 47 700
- 1351 ← Силигир 344 / 13 400
- 1319 → Сьонгкю 193 / 2310
- 1205 ← Беке 173 / 3010
- 682 → Укукит 347 / 5000
- 669 → Биректе 315 / 8600
- 564 → Некекит 166 / 3670
- 539 ← Мерчимдем 218 / 4080
- 507 → Солохут 107 / 1110
- 473 → Куойка 294 / 4750
- 434 → Беенчиме 311 / 4080
- 221 ← Хорбусуонка 290 / 3230
- 217 → Бур (Пур) 501 / 13 900
- 186 ← Келимяр 254 / 4050
- 7 → Буолкалах 305 / 8780

### Хидроложки показатели
Подхранването на реката е смесено, като преобладава снежното, по-малък е процентът на дъждовното подхранване, а подземното почти липсва поради вечната замръзналост на почвата. Река Оленьок е типична сибирска река, с пролетно-лятно пълноводие и епизодични летни прииждания. Максимумът е през юни и юли, когато преминава около 77% от годишния отток, а минимумът продължава от октомври до май. Среден многогодишен отток в устието 1290 m3/s (максимален 38800 m3/s), което като обем представлява 40,714 km3/год. В долното течение преди размразяването на реката оттокът в някои години е под 1 m3/s, а в отделни години реката замръзва до дъно и няма никакъв отток. Оленьок замръзва в края на септември или началото на октомври, а се размразява в края на май или първата половина на юни, като в горното течени от януари до април замръзва до дъното. Средната продължителност на заледяването е 223 – 234 дни, а дебелината на леда достига от 136 s в средното теченвие до 244 s в долното течение. Покачването на нивото на водата по време на пролетното ледотопене е много интензивно – от 4 до 8 m на денонощие. Поради това, че реката тече от юг на север и размразяването ѝ е в същото направление, т.е от горното към долното течение, по време на ледотопенето ежегодно в долното течение са наблюдават големи ступвания на ледени маси, които задръстват течението на реката и предизвикват допълнително покачване на речното ниво – от 13,5 m при село Оленьок, през 15,6 m при хидрометрична станция Сухана, до 21,8 m при село Уст Оленьок. През периода на пълноводието (1,5 – 3 месеца) реката внася 93% от годишното количество наноси, като само за месец юни те са 80%. Общото количество наноси в средното течение са 635 хил. т/год, а в устието – 1,31 млн.т/год.
Среденомесечен отток (в m3/s) при хидроложка станция Сухана, при 899 km, за периода 1965 – 1984 г.

## Селища
Река Оленьок протича през безлюдни райони и по течението ѝ има само четири населени места: Оленьок и Хариялах (в горното течение), Таймилир и Уст Оленьок (в долното течение).

## Стопанско значение
Реката е богата на риба, поради липсата на замърсители в басейна ѝ. Плавателна е на 921 km от устието, като продължителността на навигацията е около два месеца. В басейна на реката се развива еленодъдство и промишлен лов на диви зверове.
В устието на реката, в близост до село Уст Оленьок се намира гробът на Василий Василиевич Прончищев (един от ръководителите на Великата Северна експедиция) и съпругата му Татяна Фьодоровна Прончищева (първата жена полярен пътешественик) починали през 1736 г.

## Историческа справка
През 1634 г. руският търговец на ценни животински кожи Иван Ребров плава на запад от устието на река Лена и първи открива устието на реката Оленьок. През следващите две столетия няколко пътешественици и учени изследват и картират реката и нейния водосборен басейн: 1736 г. – лейтенант Василий Василиевич Прончищев; 1854 г. –
руският естественик от немски произход Ричард Карлович Маак; 1875 г. – полският геолог Александър Чекановски; 1893 г. – руският геолог Едуард Тол и други.